# ألبيسولا سوبريوري
ألبيسولا سوبريوري ( جنوة : d'äto d'Arbisseua  ) هي بلدية في مقاطعة سافونا في منطقة ليغوريا الإيطالية، وتقع على بعد حوالي 35 كيلومتر (22 ميل) جنوب غرب جنوة وحوالي 5 كيلومتر (3 ميل) شمال شرق سافونا.

## المعالم السياحية الرئيسة
- قلعة من القرون الوسطى
- ملاذ مادونا ديلا بيس (مادونا السلام)، على الطريق المؤدي إلى ستيلا.
- فيلا جافوتي .

## ملحوظون
- جوليانو ديلا روفر، البابا يوليوس الثاني
- خوان باوتيستا تشابا (جيوفاني باوتيستا سكيابريا)
- جيامباولو باريني (فنان)[6]
- دافيد بيالي، عازف قيثارة[7]

## روابط خارجية
- الموقع الرسمي باللغة الإيطالية